# San Juan de la Rambla
San Juan de la Rambla és un municipi de l'illa de Tenerife, a les illes Canàries. El municipi es troba entre barrancs rocallosos i el mar en el nord de l'illa de Tenerife. En el passat va estar habitat pels guanxes; avui conserva nombrosos racons que desborden tipisme i on abunden les balconades canàries. L'església de San Juan Bautista, construïda al voltant del segle xviii, preserva un calze recobert d'or, un dels pocs que existeixen en l'illa. En la costa, entre els agrests penya-segats, s'obren al mar una sèrie de petites cales.

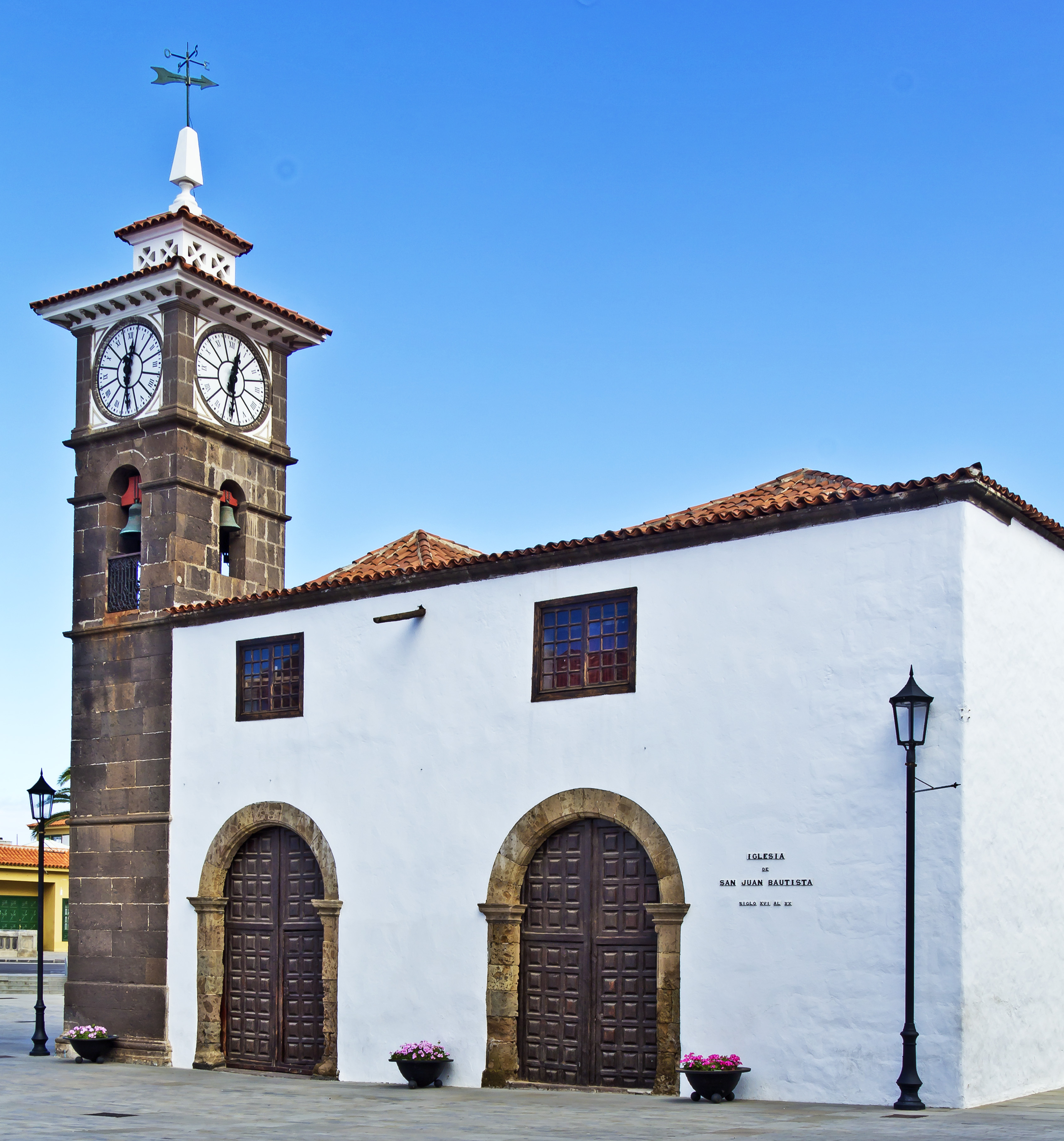
Església Sant Joan Baptista

## Govern local
| Període      | Nom de l'alcalde/-essa | Partit polític | Data de possessió |
| ------------ | ---------------------- | -------------- | ----------------- |
| 1979 - 1983  |                        |                | 19/04/1979        |
| 1983 - 1987  |                        |                | 28/05/1983        |
| 1987 - 1991  | Manuel Reyes           | (AIS)          | 30/06/1987        |
| 1991 - 1995  | Manuel Reyes           | (AIS)          | 15/06/1991        |
| 1995 - 1999  | Manuel Reyes           | (AIS)          | 17/06/1995        |
| 1999 - 2003  | Manuel Reyes           | (AIS)          | 03/07/1999        |
| 2003 - 2007  | Manuel Reyes           | (AIS-CC)       | 14/06/2003        |
| 2007 - 2011  | Manuel Reyes           | (AIS-CC)       | 16/06/2007        |
| 2011 - 2015  | n/d                    | n/d            | 11/06/2011        |
| 2015 - 2019  | n/d                    | n/d            | 13/06/2015        |
| 2019 - 2023  | n/d                    | n/d            | 15/06/2019        |
| Des del 2023 | n/d                    | n/d            | 17/06/2023        |